# گوست رایدر (جانی بلیز)
گوست رایدر با نام اصلی جانی بلیز یک شخصیت خیالی و  ضدقهرمان/ابرقهرمان در کتاب‌های کامیک آمریکایی منتشر شده توسط مارول کامیکس است. او دومین شخصیت مارول به‌شمار می‌رود که از نام روح‌سوار پس از کارتر اسلید (قهرمان کمیک‌های ژانر وسترن که بعداً با نام فنتوم رایدر شناخته شد) و پیش از دنیل کچ، آلخاندرا جونز و رابی رایز استفاده کرده است. داستان این شخصیت از وقتی شروع می شود که بدلکار موتورسیکلت جانی بلیز پس از عقد قراردادی با مفیستو، برای نجات پدرزن خود، به روح انتقام زاراثوس متصل می‌شود. جانی با قدرت‌های فوق طبیعی‌اش، به عنوان "روح‌سوار" به دنبال انتقام است.
این شخصیت در اقتباس‌های مختلف رسانه‌ای، مانند فیلم‌های بلند، سریال‌های تلویزیونی و بازی‌های ویدئویی نیز بوده است. جانی بلیز توسط بازیگر نیکلاس کیج در فیلم روح‌سوار در سال ۲۰۰۷ و دنباله آن در سال ۲۰۱۱ با نام گوست رایدر: روح انتقام به تصویر کشیده شد.

## پذیرش
نسخه جانی بلیز از گوست رایدر در فهرست شخصیت های هیولای مارول کامیکس در سال ۲۰۱۵ در رتبه ۵ قرار گرفت.